# Black Jack (schwedische Band)
Black Jack ist eine schwedische Dansband. Der Name der Band spielte 1990 im gleichnamigen Film des Regisseurs Colin Nutley eine Rolle, in dem das Musikgenre Dansband in Schweden beschrieben wird.

## Bandgeschichte
Die Band wurde 1991 gegründet. Tony Ljungström, der auch im Film mitwirkte, wurde Sänger von Black Jack. Die Band trat nach ersten Erfolgen in diversen Fernsehshows wie Bingolotto, Godkväll, Jeopardy und Mat-Tina auf, und wurde für einen Werbefilm für den Telefonanbieter Europolitan engagiert.

## Diskografie
- Den stora kärleken (1990)
- Om det känns rätt (1996)
- Du & jag & kärleken (1998)
- En gång till (2001)
- Fina flickor (2004)
- Vad vore livet utan kvinnor (2006)
- Inget stoppar oss nu (Doppel-Best-of-CD, 2008)
- Summertime Blues (2009)
- Festival (2010)
- Nakna på balkongen (2014)
- Rosalie (2017)
- Ett, Två Kanske Tre (2019)